# Veszprémgalsa
Veszprémgalsa è un comune dell'Ungheria di 299 abitanti (dati 2001). È situato nella contea di Veszprém.